# 朝云暮雨
《朝云暮雨》，张国立执导的中国大陸电影，也好、张国立擔任编剧，范伟、周冬雨主演。改编自真实故事计划第二届非虚构写作大赛获奖作品——夏龙的《穿婚纱的杀人少女》。2024年5月17日在中国上映。
本片入围第14届北京国际电影节天坛奖主竞赛单元，范伟赢得天坛奖最佳男主角。

## 剧情
正在监狱里服刑的犯人老秦在会见时见到了老家的村长，原来是老家拆迁老秦获得了150万的拆迁补偿款。刑满释放后，已经50多岁的他想娶妻生子过上新的生活。
在一个婚姻中介所被骗后，他选择在女子监狱门口搞征婚启事，此时遇见了刚出狱两天一直待在监狱大门附近的24岁女孩常娟。常娟说想跟老秦结婚，老秦一开始比较排斥她因为两人年龄相差太大，但是在相处了一段时间后两人登记结了婚，而常娟也向老秦要了18.44万元的彩礼存在了银行卡里。老秦想要常娟为其生个孩子的想法受到了她的拒绝，为此两人争吵并大打出手，在常娟受伤住院治疗时突然带着彩礼钱失踪了。老秦去派出所求助无果后，便自己一个人踏上了寻人之路。
路上由于他主动帮一家饭店无偿清理厨房卫生的优异表现，让他得到了附近多家酒店餐厅的清理工作。一次他在工作时用常娟的手机（常娟从医院逃跑时没有带手机）接到了一个监狱女管教的来电，得知常娟刚刚已用那18.44万元作为刑事附带民事赔偿款金汇到了审理她案件的法院账户，而管教此时很担心常娟的安危怕她自杀，因为她在监狱里出于内疚有过多次自杀行为。原来10年前常娟的父母死于一次车祸，肇事司机没有赔偿能力被判了5年多，为了给死去的父母报仇，她想要杀死肇事司机12岁的女儿，却没想到最后杀错了目标。常娟入狱后还要民事赔偿23万给受害者家属，她奶奶卖掉房子还了5万，还一直欠着18万多。
老秦从女管教口中得知此情况以及她目前居住的宾馆后就赶忙去找她，结果碰上已经穿着婚纱从桥上跳入河中想自杀的常娟，他勇敢跳入水中把她救了上来，可是经过医院抢救后她的命虽然保住了，却全身瘫痪成了一个植物人。尽管要付出很大的代价和辛劳，老秦毅然选择陪伴照顾常娟下去，并希望她有一天能够有所好转。
| 演员   | 角色     | 备注                                                                 |
| 范伟   | 老秦     | 父母双亡，两次坐牢，一次因故意伤害判刑10年，一次是运输毒品被判17年。 |
| 周冬雨 | 常娟     | 14岁时故意杀人被判10年，其中在少管所关押4年，女子监狱关押6年。       |
| 宋佳   | 骗子     | 婚介所老板的妻子                                                     |
| 毛孩   | 餐馆老板 |                                                                      |
| 杨皓宇 | 村长     |                                                                      |
| 范湉湉 |          |                                                                      |
| 邓飞   |          |                                                                      |

## 制作
2021年3月21日在安徽省黄山市黟县秀里影视城开机。

## 争议
2021年5月，该片剧组在江西省婺源县城区东门大桥附近取景时，疑与过路市民发生争执。根据交管部门发布的通告，《朝云暮雨》2天拍摄时间的上午8时-下午19时，机动车辆暂不能通行，行人及非机动车辆分时段通行。5月20日，婺源县信访局表示导演取景“是一种宣传”，而实施交通管制是由县委宣传部牵头，多部门配合的。由于在高峰期封路主干道东门大桥，导致许多要过桥接孩子放学的家长无法通行，引发当地群众不满后双方发生冲突，最终剧组撤下围栏放行。之后又有网友为张国立回应，表明“剧组分配了完全免费的车辆送大家以往，后边也放行了。”官媒新华社发表评论认为，此举“不但损害人民利益，也因涉嫌违背法律法规”，“广大群众才算是日常生活的主人公”。

## 发行
中国大陆票房为1881万人民币。